# Памятник Муравьёву-Амурскому (Хабаровск)
Памятник Муравьёву-Амурскому в Хабаровске — памятник генерал-губернатору Восточной Сибири Николаю Николаевичу Муравьёву-Амурскому в Хабаровске, открытый в 1891 году.

## Сооружение
После смерти графа Муравьёва-Амурского в Париже в 1881 году, где он провёл последние годы, жители города Благовещенска вышли с ходатайством о сооружении памятника Н. Н. Муравьёву в Благовещенске. «Во всей Восточной Сибири, и особенно на Амуре, граф Н. Н. Муравьёв-Амурский пользовался большими симпатиями общества, а в Благовещенске давно уже благодарными гражданами этого города приготовлено место, на котором поклонники покойного желали бы видеть воздвигнутый в честь его памятник», — говорилось в обращении генерал-губернатора Восточной Сибири Д. Г. Анучина к правительству. 21 декабря 1881 года министр внутренних дел Н. П. Игнатьев сообщил в Благовещенск, что «государь император… высочайше соизволил разрешить сбор в Восточной Сибири и других местах империи добровольных пожертвований на сооружение в Благовещенске памятника». Сбор средств вёлся в течение нескольких лет и стал поистине всенародным: жертвовали люди самых разных сословий не только на Дальнем Востоке, но и по всей России. К 1890 году было собрано 62 000 рублей.
Однако генерал-губернатор Приамурского края барон А. Н. Корф вышел с предложением установить памятник не в Благовещенске, а в Хабаровске.
27 ноября 1886 года Александр III разрешил поставить памятник Муравьёву-Амурскому в Хабаровке.
Комитет по сооружению памятника объявил Всероссийский конкурс, на участие в котором откликнулись почти все крупнейшие скульпторы России.
В помощь комитету были приглашены авторитетные литераторы и художники: Я. П. Полонский, Д. В. Григорович, А. Н. Майков, А. И. Резанов, И. Е. Репин, Р. А. Гедике, М. В. Харламов, П. П. Чистяков, М. П. Боткин, а также племянник Николая Николаевича — капитан Генерального штаба граф В. В. Муравьёв-Амурский.
Было представлено 18 моделей и один рисунок. Первая премия 18 голосами, то есть единогласно, была присуждена академику А. М. Опекушину.
В феврале 1888 года модель памятника была выставлена для всенародного ознакомления. Её осмотрел и одобрил император Александр III.
В 1890 году скульптура была выполнена в натуральную величину и отлита в бронзе.

## Открытие
В 1891 году состоялось торжественное открытие памятника, на нём присутствовал цесаревич, будущий император Николай II.
Памятник Муравьёву-Амурскому был поставлен на вершине Хабаровского утёса; взгляд графа направлен в сторону Китая. Памятник стал самым крупным по размерам монументом в дореволюционной России — его высота достигала 16 метров.
На памятнике были закреплены пять бронзовых памятных досок (четыре вокруг постамента, пятая — на лестнице) с перечислением российских офицеров и гражданских лиц, принявших активное участие в присоединении к России Приамурья.
На небольшом удалении от постамента находился дом караула, охранявшего памятник.
Вокруг памятника была устроена ограда из старых чугунных пушек XIX века, наполовину вкопанных в землю; через пушечные рымы были продеты якорные цепи.
ПАМЯТНИК СЕЙ
СООРУЖЕН НА ПОЖЕРТВОВАНИЯ СОГРАЖДАН
СОБРАННЫХ С ВЫСОЧАЙШЕГО СОИЗВОЛЕНИЯ
В ВОСТОЧНОЙ СИБИРИ И ДРУГИХ МЕСТАХ ИМПЕРИИ
ЗАЛОЖЕН ПАМЯТНИК 28 ОКТЯБРЯ 1888 г.
ОТКРЫТ ПАМЯТНИК ВСЕНАРОДНО 31 МАЯ 1891 г.
В ПРИСУТСТВИИ ЕГО ИМПЕРАТОРСКОГО ВЫСОЧЕСТВА
ГОСУДАРЯ НАСЛЕДНИКА ЦЕСАРЕВИЧА И ВЕЛИКОГО КНЯЗЯ
НИКОЛАЯ АЛЕКСАНДРОВИЧА
СТАТУЯ СЕЯ ОТЛИТА ИЗ БРОНЗЫ ПО МОДЕЛИ АКАДЕМИКА ОПЕКУШИНА
РАБОТЫ НА МЕСТЕ ПРОИЗВЕДЕНЫ НАЧАЛЬНИКОМ АМУРСКОЙ ДИСТАНЦИИ
ВОЕННЫМ ИНЖЕНЕР-ПОЛКОВНИКОМ АЛЕКСАНДРОВЫМ
Участвовали въ занятіи устья р. Амура
въ 1849 — 50 — 51 — 52 — 53 г.г.
Капитанъ 2-го ранга Геннадій Иванович Невельской
Начальникъ экспедиціи.
Лейтенантъ П. К. Бошнякъ, Лейтенантъ П. Ѳ. Гавриловъ, корп. флот.

штурм. Прапорщикъ Д. И. Орловъ, мичмана: Н. М. Чихачевъ, Г. Д. Раз-

градскій, А. И. Петровъ, корп. флот. штурм. Поручикъ А. И. Воронинъ,

Прапорщикъ А. П. Семеновъ, докторъ Е. Г. Орловъ, Капитан-Лейте-

нантъ А. В. Бачмановъ, Маіоръ Н. В. Буссе, лейтенантъ Н. В. Руданов-

скій, корп. флот. штурм. Поручикъ Н. И. Шарыповъ, Священникъ о.

Гавріил Веніаминовъ и другіе. Прикащики Росс. Амер. комп. Бере-

зинъ, Самаринъ и Бауровъ.

Супруга Начальника экспедиціи Екатерина Ивановна Невельская.
Участвовали въ первыхъ двухъ экспедиціях на р. Амуръ
въ 1854 и 1855 гг.
Генералъ-Адьютантъ Николай Николаевичъ Муравьевъ
Генералъ-Губернаторъ.
Полковникъ М. С. Корсаковъ, Капитанъ 2 ранга М. С. Казакевичъ, Кол. Асес. Н. Д. Свербеевъ,

А. И. Бибиковъ, Полевые инженеры: Капитанъ К. О. Мровинский, Штабсъ-Капитанъ О. Ѳ. Рейнъ,

Лейтенанты: Я. И. Купреяновъ, А. С. Сгибневъ, Есаулъ Г. Д. Скобельцинъ, Горный инженеръ

Н. И. Аносовъ, Поручикъ Артиллеріи К. Н. Бакшеевъ, Подпоручикъ Н. А. фонъ-Гленъ, докторъ

И. А. Касаткинъ, Полковникъ А. А. Назимовъ, Подполковникъ А. Н. Ушаковъ, Капитанъ-Лейте-

нантъ Князь А. В. Оболенскій, Подполковникъ А. Н. Сеславинъ, Маіор Князь А. Е. Енгалычевъ,

Тит. Сов. Князь М. С. Волконский, докторъ медицины Вейрихъ, Лейтенантъ А. М. Линденъ,

Полевой Инженеръ Поручикъ П. П. Егоровъ и другіе. Участники учёных экспедицій: Л. И. фонъ-

Шренкъ, К. И. Максимовичъ, Р. К. Маакъ, Герстфельдтъ, Поручикъ корп. меж. инж. Рожковъ,

прапорщикъ корп. топогр. Зондгагенъ, чиновникъ Кочетовъ.

Супруга Генералъ-Губернатора Екатерина Николаевна Муравьёва.
ПРИ ЗАКЛЮЧЕНІИ АЙГУНЬСКАГО ТРАКТАТА БЫЛИ:
16 МАЯ 1858 Г.
ГЕНЕРАЛЪ-АДЬЮТАНТЪ НИКОЛАЙ НИКОЛАЕВИЧЪ
МУРАВЬЕВЪ.
АРХІЕПИСКОПЪ ИННОКЕНТІЙ.
Управ. дипломат. канц. Е. К. Бюцовъ, Управ. Путев. канц. В. Д. Кар-

повъ, чинов. Мин. Иностр. дѣлъ П. Н. Перовскій. Генеральнаго Штаба:

Полковникъ К. Ѳ. Будогосскій, Капитанъ М. П. Венюковъ, Подполков-

никъ В. Е. Языковъ. Переводчикъ Я. П. Шишмаревъ. Священникъ о.

Александр Сизыхъ и другіе.

Убитъ в Монголіи при рекогносцировкѣ праваго берега р. Амура
корп. топогр. Поручикъ В. В. Вагановъ.
УЧАСТВОВАЛИ ВЪ АМУРСКИХЪ ЭКСПЕДИЦІЯХЪ.
Баталіоны 3 бриг. 24 пѣх. дивиз: 13-й ком. Подполковникъ Обле-

уховъ 2-й; 14-й ком. Маіор Языковъ, 15-й ком. Полковникъ Нази-

мовъ; части Забайкальскаго казачьяго войска и линейный Забайкаль-

ской Артиллерійской бригады; 46-й Камчатскій флотскій экипажъ

суда: транспорты «Байкалъ», ком. Кап.-Лейт. Невельской; «Охотскъ» и

«Иртышъ», ком. лейт. Гавриловъ, корветъ «Оливуца», ком. Кап.-Лейт.

Сущевъ. Шхуна «Востокъ», ком Кап. Лейт. Римскій-Корсаковъ; первое

паровое судно, вошедшее въ р. Амуръ; Росс. Амер. Комп. корабль

«Николай», ком. лейт. Клинковстремъ, Ботъ «Константинъ», ком. корп.

флот. штурм. Поручикъ Гавриловъ, произвёл первое изслѣдованіе

Амурскаго лимана въ 1849 г.-600 первыхъ крестьянъ переселенцевъ

подъ начальствомъ Князя М. С. Волконскаго.

## Снос памятника. Восстановление
В 1925 году на основании «Декрета о памятниках Республики» от 12 апреля 1918 года Дальревком принял решение о сносе скульптуры графа Муравьёва-Амурского.

Дальревком постановил снять памятник Муравьёву-Амурскому, сдав фигуру в музей. … присутствовали Гамарник, Кубяк и др.
— протокол № 6 от 26 января 1925 года
Памятник «не представлял интереса ни с исторической ни с художественной стороны», несколько лет он валялся на территории Хабаровского краеведческого музея, затем был разделан на металлолом. Памятные доски тоже были уничтожены.
Место на пьедестале занял Ленин. Вождь мирового пролетариата был маленького роста и плохо различим издали. Простоял Владимир Ильич до мая 1983 года.
К 125-й годовщине основания Хабаровска на капитально отремонтированный постамент была установлена стела «Ладья» памяти русских землепроходцев. Стела была торжественно открыта 28 мая 1983 года в присутствии руководителей края первого секретаря крайкома КПСС А. К. Чёрного, председателя крайисполкома В. С. Пастернака, командующего войсками Краснознамённого Дальневосточного военного округа генерала армии И. М. Третьяка. Одновременно со стелой была открыта памятная доска солдатам 13-го линейного батальона на новой набережной и кафе «Утёс». На пьедестале памятника появились памятные доски со сценами освоения Дальнего Востока. Стела «Ладья» простояла ровно девять лет.
В конце 1980-х годов начался сбор средств на восстановление памятника Муравьёву-Амурскому, тем более в Русском музее сохранилась модель памятника, выполненная А. М. Опекушиным. Большую роль в деле восстановления сыграла краевед А. К. Дмитриева (впоследствии ей присвоено звание почётного гражданина Хабаровска) и военный топограф Григорий Лёвкин. Копия скульптуры отлита на заводе «Монументскульптура», работу по её воссозданию осуществил ленинградский скульптор, выпускник Академии художеств Л. В. Аристов. Несколько старых пушек от первоначальной ограды удалось раскопать в районе памятника.
31 мая 1992 года, в день рождения города Хабаровска, восстановленный памятник был открыт.

### Дом караула и ограда
О существовании дома караула люди знали только по старым фотографиям, в советское время на этом месте находилось здание незамысловатой архитектуры, в котором в летнее время работали развлекательные заведения (в том числе и дискотека). В 1990-е годы в помещении размещался ночной клуб и казино. В здании произошёл пожар, было принято решение его снести. При разборке оказалось, что дом караула не был уничтожен в 1930-е годы, вокруг старых стен были построены новые, получилась «старая комната в новом доме». Дом караула реконструирован в первозданном виде и является филиалом Хабаровского краеведческого музея им. Гродекова.
При реконструкции нашлись старые пушки из ограды, они были закопаны в земле. Ограда восстановлена в первоначальном виде, вместо нескольких утраченных орудий изготовлены чугунные муляжи.

## Значение памятника для жителей города
Для жителей Хабаровска и всего Дальнего Востока памятник Муравьёву-Амурскому является символом исторической преемственности и напоминанием о тех временах, когда дальневосточные земли стали частью России. Памятник напоминает о важности защиты территориальных интересов страны и является символом стойкости и мужества, которые Муравьёв-Амурский проявлял на протяжении всей своей карьеры.
Ежегодно на территории памятника проходят мероприятия, посвященные истории Дальнего Востока и людям, внесшим вклад в его освоение. Для школьников и студентов памятник служит образовательным элементом, а для старшего поколения – символом гордости за свою историю. Сегодня это место стало неотъемлемой частью городского пейзажа, где проходят экскурсии, а также традиционное место для проведения памятных церемоний.

## Символика памятника и его место в культуре
Памятник Муравьёву-Амурскому в Хабаровске стал символом города, его исторической памяти и культурной идентичности. Этот монумент напоминает о вкладе генерала в сохранение дальневосточных территорий и укрепление России как восточной державы. Изображение памятника встречается на туристической продукции, сувенирах и фотографиях, что подчеркивает его статус важного культурного символа.
Кроме того, памятник также символизирует единство прошлого и настоящего, его историческое значение выходит за рамки одного города или региона. В эпоху глобализации и перемен память о таких личностях, как Муравьёв-Амурский, особенно важна, так как она поддерживает чувство национальной гордости и преемственности поколений.

## Памятник Муравьёву-Амурскому на российской банкноте
С 2006 года Банк России начал выпуск банкноты номиналом 5000 рублей, на лицевой стороне изображена скульптура Муравьёва-Амурского на фоне утёса и набережной реки Амур.
- Банкнота в 5000 рублей образца 1997 года